# 春原氏
春原氏（はるはらし）は、平安時代から江戸時代にかけての公家。
江戸時代には地下家として朝廷に仕えた。

## 概要
春原氏の始祖は春原五百枝である。五百枝は父が天智天皇の5世孫・市原王、母が光仁天皇の皇女 能登内親王であったため、天応元年（781年）には皇孫
（二世王）としての蔭位を受け、无位から従四位下に直叙され、天応2年（782年）には右兵衛督、延暦3年（784年）には従四位上に叙任された。しかし、延暦4年（785年）に藤原種継暗殺事件に巻き込まれて伊予国への流罪に処され、20年間伊予国に蟄居した後に延暦24年（805年）に赦免され帰京した。延暦25年（806年）4月には臣籍降下を上表して許され、春原朝臣姓を賜与された。
『続群書類従』所収「春原氏系図」によると、五百枝には百枝と之興という子がおり、百枝の系譜は豊足-豊祐-祐元-祐海-祐光-祐能-元彦-元雅-祐宣-祐雅-元賢-元延-元順-祐益-祐基-祐図-祐盛-祐悦-祐廉-祐光-祐栄-祐政-祐純-祐孝-祐義と続き、代々上御霊神社の神職を務めた。また、小野氏や小栗栖氏などの庶流も存在した。之興の系統は藤森神社の神職を務めた。
『地下家伝』には、春原氏の末裔を称した一族が複数記録されている。
- 藤野井氏
  - 藤森社神主兵部少輔春原忠成-藤野井親成（重賢）（養父は大西秦親修、寛文12年（1672年）10月28日没）･･･成直（藤森社神主民部少輔春原時命の子）･･･忠恒（親成の子）･･･忠貞（赤塚正逸の子）･･･成美（春原俊景の子）･･･忠正（南都東大寺八幡宮神主上司修理大夫紀信定の子）
- 藤島氏
  - 春原忠成-藤島正愛（忠成の次男）･･･成富（時命の三男）･･･孝命（藤森社神主民部少輔春原貴成の次男）-英成･･･成章（遠江守春原成允の末子）
  - 藤島成直（時命の次男）･･･成易（賀茂社司梅辻備後守賀茂起久の子）･･･成允（抜川秦親の三男）-助具（上北面藤井下野守春原成光の養子）-助功-助紹-助胤
- 大西氏
  - 大西親修-親辰
- 岩橋氏
  - 御霊社別当祐純-岩橋友晴（慶長16年（1611年）3月16日生、元禄6年（1693年）8月9日没）
- 赤塚氏
  - 藤森社神主兵部少輔春原正成-赤塚正賢（元禄5年（1692年）2月8日没）･･･正逸（肥前守春原正隅の子、宝暦5年（1755年）5月7日没）
- 中川氏
  - 尾州名護屋若宮八幡神職伯耆守春原元孝-中川元言（寛文9年（1669年）7月18日生、享保16年（1731年）4月22日没）-元陳-元盈-晟章･･･長員（丹波守入道長興の子）-長経･･･長考（長員の子、長経・晟章女夫婦の養子）･･･長平（長経の子）･･･長貞（長経の子）